# Castelvetro di Modena
Castelvetro di Modena är en ort och kommun i provinsen Modena i regionen Emilia-Romagna i Italien. Kommunen hade 11 323 invånare (2018).